# Iglesia de San Lorenzo (Söderköping)

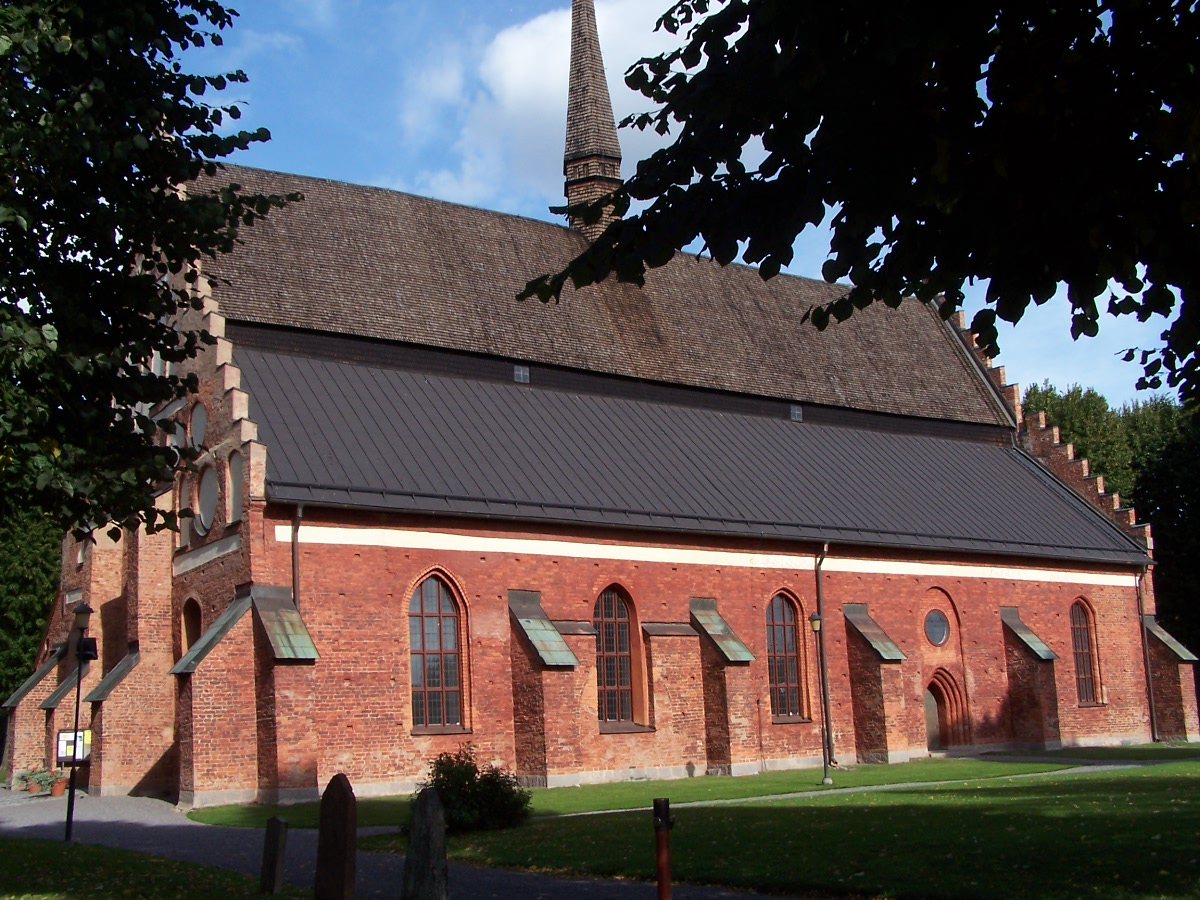
Iglesia de San Lorenzo, Söderköping.

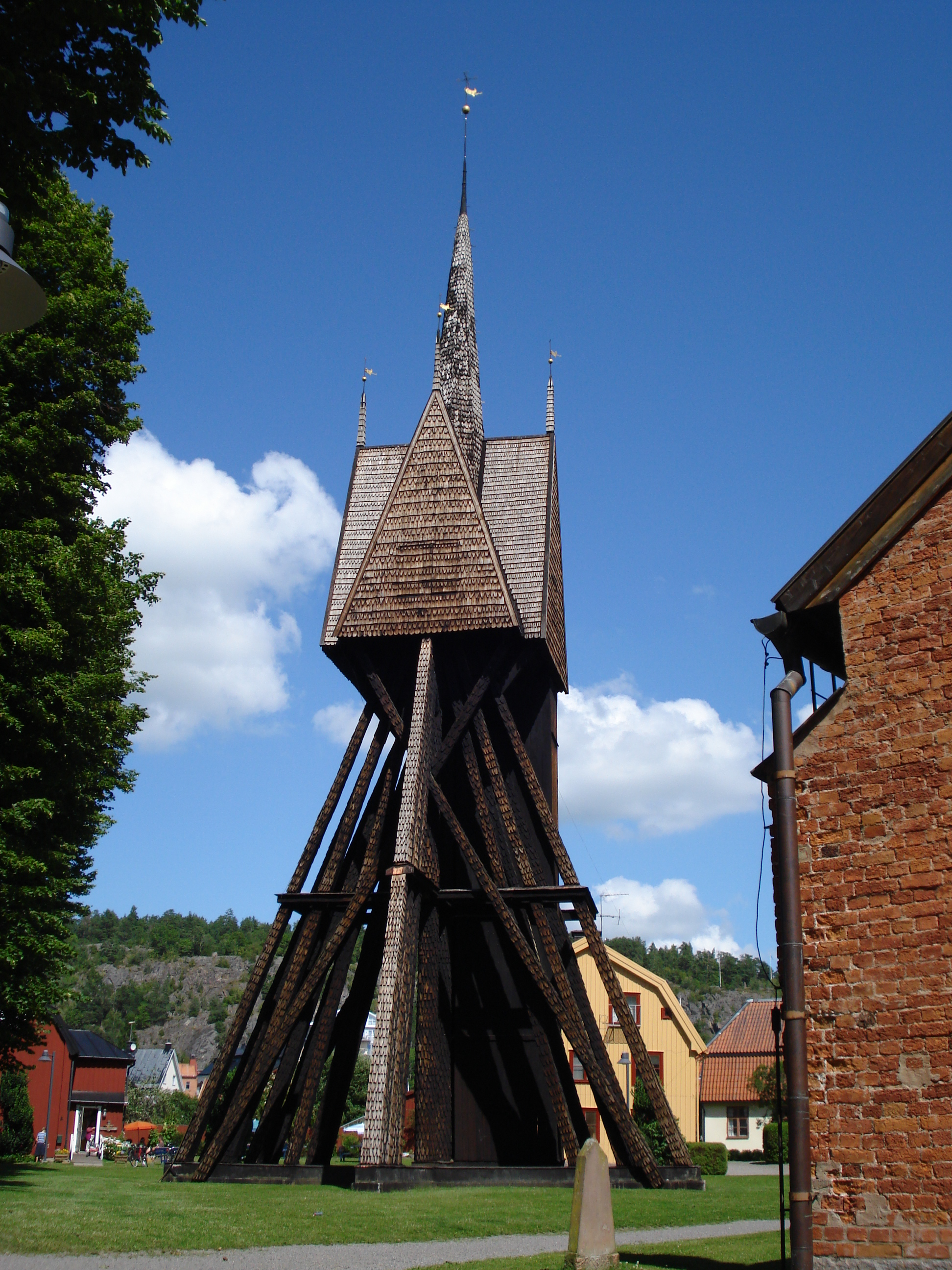
Campanario adyacente

La Iglesia de San Lorenzo (en sueco: S:t Laurentii kyrka) es una iglesia luterana medieval en Söderköping, Suecia. La iglesia original fue dedicada a Lorenzo de Roma y la iglesia conservó su nombre también después de la Reforma. Se encuentra en el centro de Söderköping y funciona como iglesia parroquial dentro de la diócesis de Linköping. Es una de las dos iglesias medievales que sobreviven en Söderköping, la otra es la Iglesia Drothem (Drothems kyrka). Ambas iglesias están asociadas con la Diócesis de Linköping de la Iglesia de Suecia.

## Historia

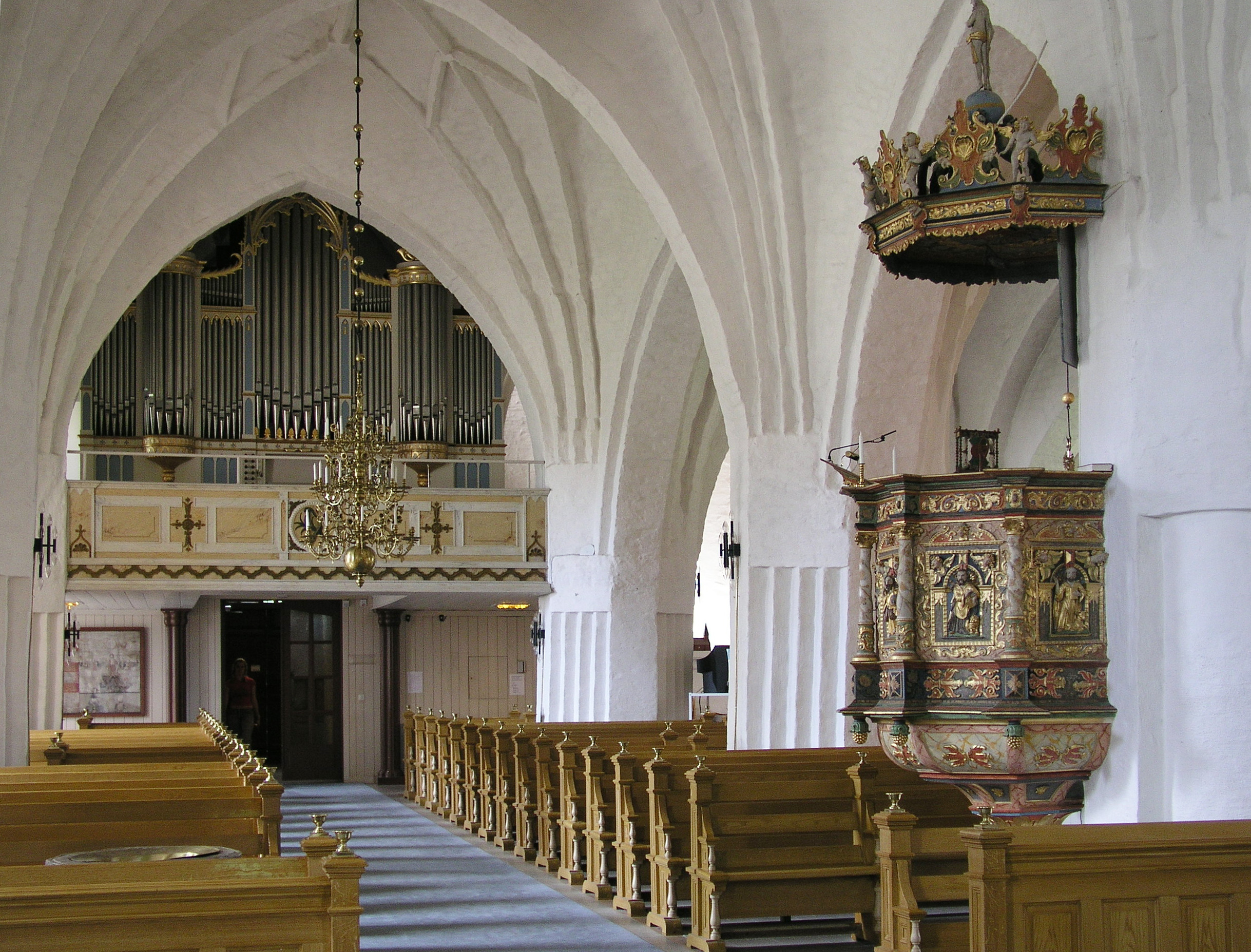
Vista interior de la iglesia.

La iglesia tiene una larga y complicada historia que se remonta a algún momento de finales del siglo XIII o principios del XIV. Es una de las pocas iglesias medievales de Östergötland construidas íntegramente en ladrillo, circunstancia que puede estar relacionada con la existencia de un gran número de comerciantes alemanes activos en Söderköping en aquella época, y sigue siendo un buen ejemplo sueco del Gótico de ladrillo. La iglesia original tenía forma de basílica con una nave central y dos naves laterales.
Durante un incendio en la ciudad en 1494, la iglesia fue dañada y posteriormente reconstruida. En la década de 1580 se construyó un campanario exterior. A lo largo de su historia, ha sido reconstruida, renovada (sobre todo como consecuencia de los daños causados por las recurrentes inundaciones provocadas por el cercano río Söderköpingsån) y modificada en varias ocasiones, pero conserva gran parte de su forma y aspecto medievales. Exteriormente, la iglesia está dominada por su fachada de ladrillo rojo, intercalada con arcos ciegos y sostenida por contrafuertes de ladrillo. Al no tener un ábside sobresaliente, tanto el extremo oeste como el este de la iglesia están marcados por fachadas rectas que terminan en frontones escalonados. En el muro exterior de la sacristía está representado San Lorenzo. Durante una reforma realizada en 1965, se descubrió una piedra rúnica inmersa en uno de los muros, que quedó al descubierto.

## Arquitectura
El interior es hoy una típica iglesia de salón, dominada por bóvedas encaladas. Durante las restauraciones del siglo XX se han dejado al descubierto restos de pintura medieval al fresco. La iglesia también contiene algunos inventarios dignos de mención, como un retablo de finales de la Edad Media, posiblemente francés; una Cruz del Triunfo posiblemente fabricada en Vadstena hacia 1400; un crucifijo procesional del siglo XIII y varias estatuillas medievales de santos talladas en madera.
La iglesia ha sido sede de coronaciones reales en Suecia en dos ocasiones. La primera vez fue cuando Eduviges de Holstein, esposa de Magnus III de Suecia, fue coronada Reina de Suecia el 29 de junio de 1281. La segunda fue cuando Birger Magnusson y Martha de Dinamarca fueron coronados Rey y Reina de Suecia en la iglesia en 1302.

## Galería

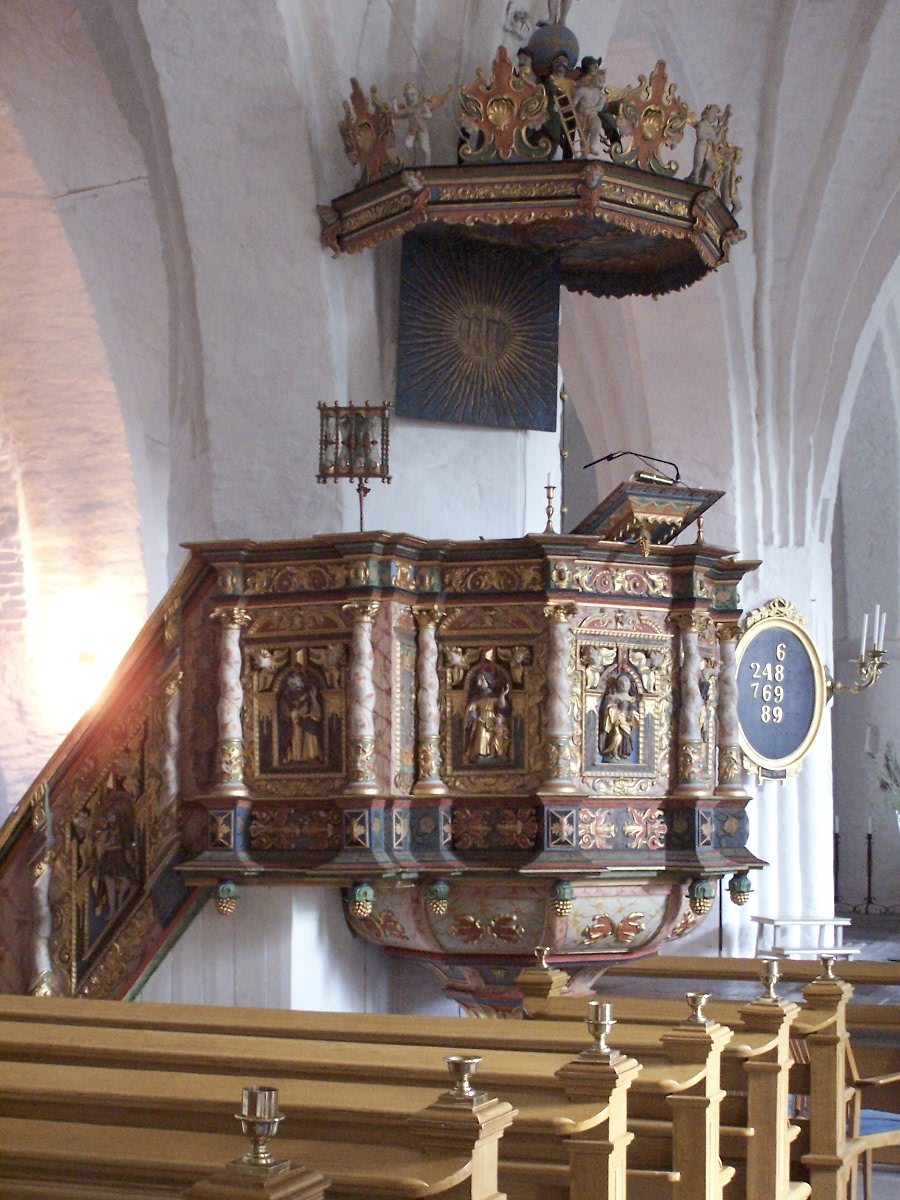
Púlpito
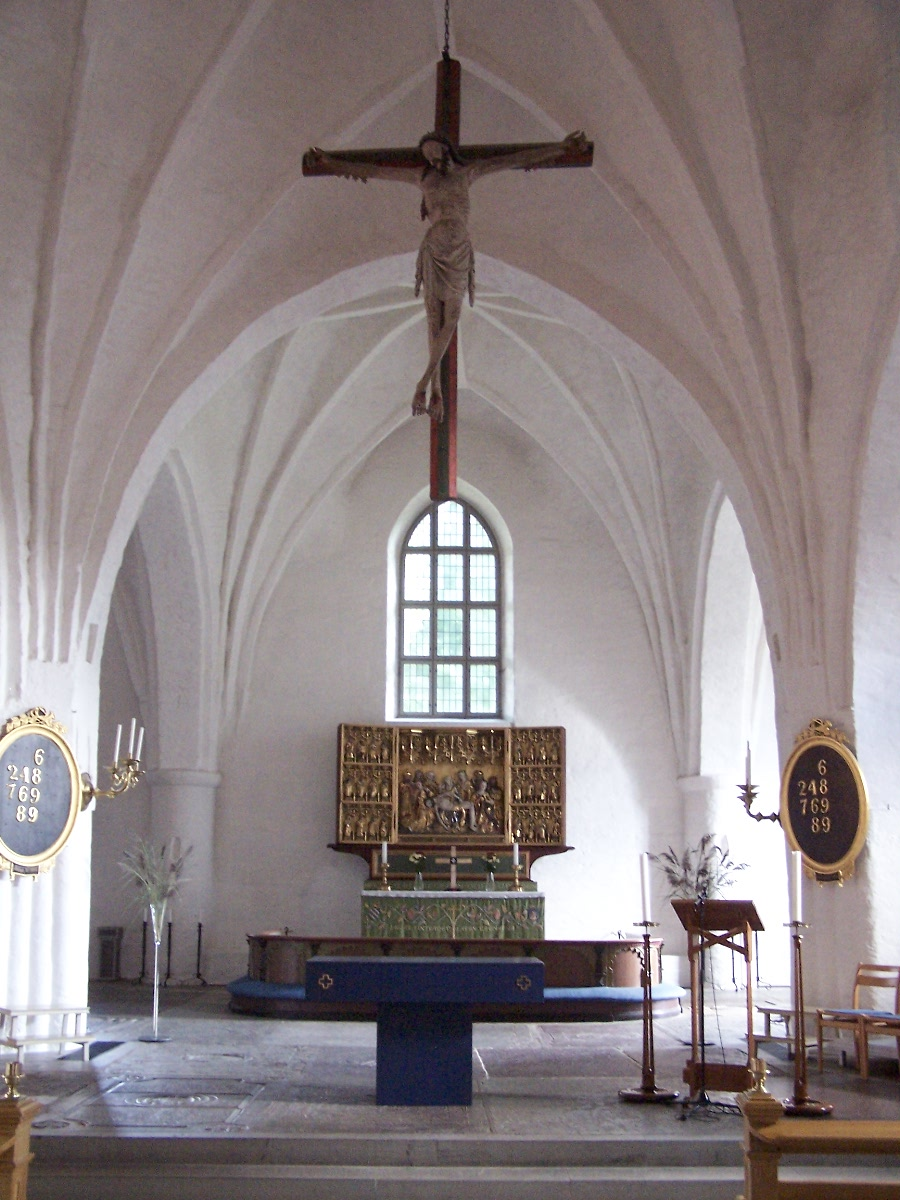
Santuario
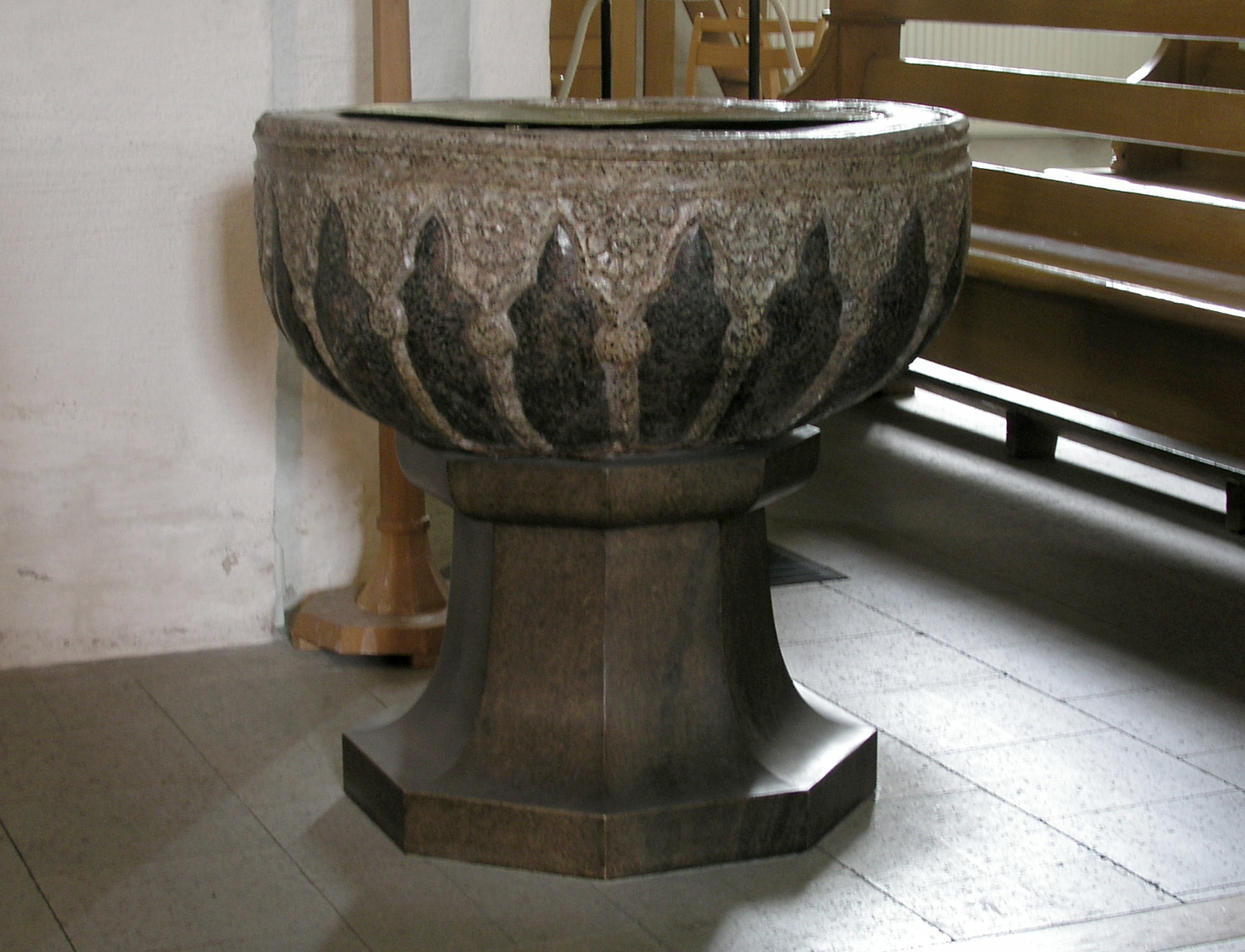
Pila bautismal
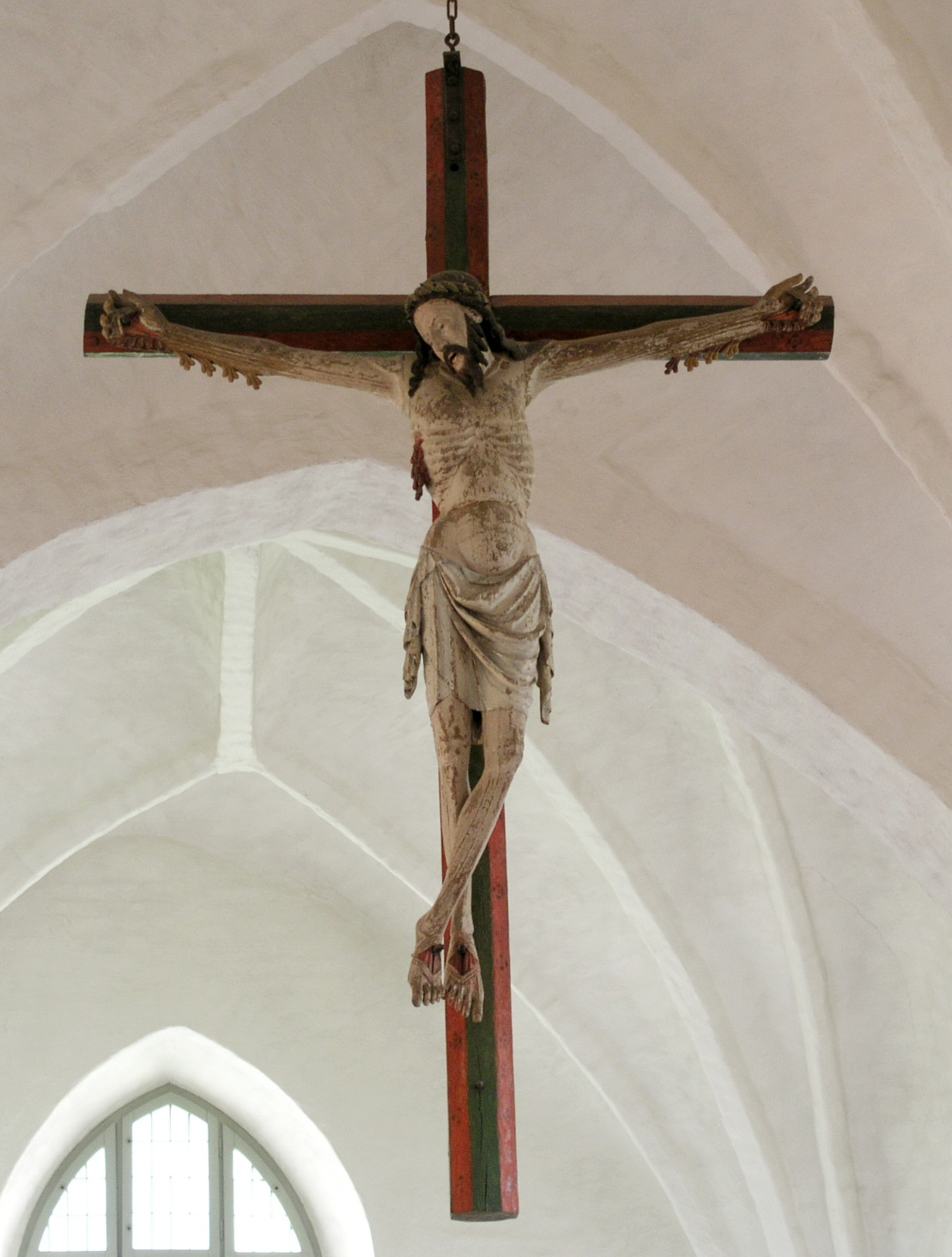
Cruz del Triunfo